# ゲオルギー・シャフナザーロフ
ゲオルギー・ホスローエヴィチ・シャフナザーロフ（ロシア語: Георгий Хосроевич Шахназаров、Georgii Khosroevich Shakhnazarov、アルメニア語: Գեորգի Շահնազարով、1924年10月4日 - 2001年5月15日）は、ソビエト連邦の政治家、政治学者。ミハイル・ゴルバチョフの内政面でのブレーンで、ソビエト連邦の崩壊とそれにともなうゴルバチョフの失脚後もゴルバチョフを支えた。

## 経歴・概要
1924年10月4日ソビエト連邦アゼルバイジャン・ソビエト社会主義共和国の首都バクーのアルメニア人街に生まれる。シャフナザーロフという姓は、アルメニア語のシャフナザリヤン Shakhnazaryanをロシア語化したものである。第二次世界大戦中、従軍しウクライナ、白ロシア、バルト三国などに転戦しナチス・ドイツ軍と戦った。1949年アゼルバイジャン大学法学部を卒業する。その後、モスクワに移り、ソ連科学アカデミー法学研究所で学び、1969年には法学と哲学博士号を取得した。
1952年ポリチズダート（政治出版社）編集長となる。1955年『帝国主義時代のブルジョワ国家』を著す。1960年代から1970年代にかけて、国際共産主義雑誌「平和と社会主義の諸問題」誌の編集長としてプラハで活動した。このプラハ時代に内外に対する広い視野を養うこととなった。
1964年ソ連共産党中央委員会国際部副部長に就任する。これはソ連共産党中央委社会主義諸国共産党・労働者党連絡部（部長はユーリ・アンドロポフ）に所属していたフョードル・ブルラツキーの引きによるものであった。1975年ソ連政治学会会長、国際政治学会副会長に選出された。1989年、ソ連人民代議員に選出される。1990年3月にゴルバチョフがソ連邦大統領になると大統領補佐官となる。1991年ソ連大統領顧問。
ソビエト連邦の崩壊後は、1992年にゴルバチョフ基金世界問題研究グループ、同基金世界プログラムセンターの責任者を歴任した。また、ゴルバチョフ回想録の執筆にも関与した。2001年5月15日モスクワで死去した。
映画監督のカレン・シャフナザーロフは息子。

## 業績と評価
シャフナザーロフは、ゴルバチョフのペレストロイカにおける政治改革の設計者であり、理論的指導者の一人とされる。彼は共産主義者というよりは左翼社会民主主義者の立場に立脚していた。ブレジネフ時代の末期に後にゴルバチョフ時代に提唱される「新思考」外交に通じる考え方を述べている。ゴルバチョフを中心とする穏健改革派に位置するが、ゴルバチョフより一層ラディカルで、共産党一党独裁体制の放棄に積極的であった。ゴルバチョフ同様に体制改革後の新たな社会体制について明確な展望を持ち得なかったと批判を受ける向きもある。ゴルバチョフのブレーンとして新連邦条約の策定と調印の準備に動いていたが、保守派によるクーデターによって画餅に帰した。

## 関連事項
- ミハイル・ゴルバチョフ